# 夏秋文尚
夏秋 文尚（なつあき ふみひさ、1965年10月8日 - ）は、日本のドラマー、作曲家、音楽プロデューサー、レコーディング・エンジニア、マスタリング・エンジニア。ジャック達、こまっちゃクレズマ、ムーンライダーズのドラマー。

## 来歴
中学3年の頃よりドラムを始める。最初に憧れたドラマーはリンゴ・スター。
1986年、あがた森魚のツアーに参加。
1996年、THE CHEWINGGUM WEEKENDに加入（2001年解散）。
2003年、元シネマの一色進らと、ジャック達を結成。
2006年8月、香川でのロック・フェスティバル「MONSTER baSH」に出演するムーンライダーズから、体調不良のかしぶち哲郎の代理として本番の3日前に参加のオファーを受ける。かしぶち復帰後もツイン・ドラム体制でライブに参加していたが、2013年にかしぶちが他界。以降、断続的に活動していたムーンライダーズのレギュラーメンバーとなり、2020年8月の活動再開から正式メンバーとなる。2008年、梅津和時率いるこまっちゃクレズマに加入。
ドラマーとして、大江千里、栗コーダーカルテット、アグネス・チャン、堂本剛、グランドファーザーズ、esq、加藤紀子、高橋ひろ、はちみつぱいなど数多くのレコーディングやライブに参加。
音楽プロデューサー、レコーディング・エンジニア、マスタリング・エンジニアとしても活動中。自宅にスタジオ「subterranean studio Bunker Tokyo」を所有。1990年頃に鈴木博文のソロアルバムのレコーディングの際に訪れた、鈴木の自宅に設けられた湾岸スタジオにおける設備やツールに頼らない手作り感に衝撃を受け、それが自身のスタジオ構築に影響を及ぼしている。